# Aad Bak
Adrianus Johannes „Aad” Bak (ur. 18 czerwca 1926 w Rotterdamie, zm. 16 stycznia 2009 w Schiedam) – holenderski piłkarz grający na pozycji pomocnika. Jest wychowankiem klubu SBV Excelsior. W latach 1955–1962 grał w Feyenoordzie, dwukrotnie zdobywając z tym klubem mistrzostwo Holandii (w 1961 i 1962 roku). W 1956 rozegrał swój jedyny mecz w reprezentacji Holandii. Po zakończeniu w 1962 roku w wieku 36 lat kariery piłkarskiej pracował jako kasjer w ABN AMRO.